# Misty Upham
Misty Anne Upham (Kalispell, Montana, 6 de julio de 1982 − Auburn, Washington, c. 16 de octubre de 2014) fue una actriz estadounidense conocida por su papel en la película de 2008 Frozen River, por el cual estuvo nominada por un Independent Spirit Award a la mejor actriz de reparto.

## Biografía
Nació en Kalispell, Montana, y se crio en Seattle, otros créditos incluyen Expiration Date, Edge of American, Skins y Skinwalkers. En 2010, apareció en Big Love.
Upham desapareció el 6 de octubre de 2014 y fue encontrada fallecida en Auburn (Washington) el 16 de octubre de 2014.